# Geschichte der Massenvernichtungswaffen in Polen
Die Geschichte der Massenvernichtungswaffen in Polen umfasst die Programme zur Entwicklung von ABC-Waffen während des Kalten Krieges in der Volksrepublik Polen.

## Nuklearwaffen
Um das Jahr 1960 wurden in der Polnischen Volksarmee auch Raketentruppen aufgestellt. Diese waren im Besitz von taktisch-offensiven Raketenkomplexen der sowjetischen Baureihe R-11 (Raketenkomplex 9K51) und 3R10 (Raketenkomplex "Luna"). Vor dem Hintergrund ihrer geringen Treffgenauigkeit waren diese ausschließlich für einen Einsatz in Verbindung mit dem Nuklearsprengkopf 3N14 vorgesehen. Bis 1968 wurden vier Brigaden der Raketenartillerie mit operativ-taktischen Raketen mit einer Reichweite von bis zu 300 Kilometern sowie 14 Bataillone mit Raketen in einer Reichweite bis 65 Kilometer, die den einzelnen Panzerdivisionen und Motorisierten Divisionen als Divisionsartillerie zugeteilt waren, aufgestellt.
Das erste Militärmanöver fand am 26. Februar 1965 unter Leitung des Generalstabschef der Vereinten Streitkräfte des Warschauer Paktes, Armeegeneral Pawel Batow statt, in dem die Verlegung von Atomsprengköpfen aus der Sowjetunion nach Westpolen durchgeführt wurde. Die Übung wurde als gescheitert gesehen, da durch den Transport bis zur Einsatzbereitschaft der Raketen diese ein leichtes Ziel für den Feind gewesen wären und es eine lange Zeit in Anspruch nahm die Sprengköpfe bis nach Polen heranzuschaffen. Danach wurde mit der „Operation Wisła (Weichsel)“, die geheime Planung zur Lagerung von Atomsprengköpfen auf polnischem Staatsgebiet begonnen. Am 25. Februar 1967 vereinbarten der sowjetische Verteidigungsminister Andrei Gretschko und sein polnischer Amtskollegen Marian Spychalski in Moskau in einem geheimen Vertrag den Bau von drei Munitionslagern für sowjetische Atomsprengköpfe bei Białogard, Wałcz und Wędrzyn. Der Bau der Objekte und deren Finanzierung übernahm Polen und im Januar 1970 wurden neben den Garnisonen der Nordgruppe der Truppen der Sowjetarmee (NGT) die drei Bunkerkomplexe übergeben, die dann unter dem Schutz und der Führung von sowjetischen Spezialeinheiten standen: Objekt 3001 bei Templewo, Objekt 3002 bei Brzeźnica-Kolonia und Objekt 3003 bei Podborsko. Gelagert wurden Mitte der 1980er Jahre rund 178 Atomsprengköpfe (darunter 14 mit einer Sprengkraft von 500 kt, 35 mit einer Sprengkraft von 200 kt und 83 Sprengköpfe mit einer Sprengkraft von 10 kt und 36 Fliegerbomben).
1991 kündigte Polen eine Abrüstung seiner nuklearwaffentauglichen Trägersysteme an. Diese Maßnahme bezog sich auf 60 FROG-7 und 32 Scud-B-Komplexe. Jedoch behielt man sich vor, 40 Frog-7-Komplexe zur Selbstverteidigung zu behalten. Diese sowie weitere vier SS-21-Komplexe sind mittlerweile jedoch außer Dienst gestellt worden.

## Chemische Waffen
Die Entwicklung von Chemiewaffen in Polen begann vor dem Zweiten Weltkrieg. Vor dem Ausbruch des Krieges hatte das Land große Mengen an Senfgas (Lost) produziert und gelagert, sein Einsatz wurde jedoch während der Kampfhandlungen nie freigegeben. Nach dem Krieg wurden die Vorräte an diesem Kampfstoff weiter aufgestockt. Nach heutigen Schätzungen belaufen sich die Überreste aus diesen ehemaligen Beständen noch auf einige hundert bis tausend Tonnen. Weiterhin produzierte und lagerte Polen während des Kalten Krieges auch chemische Kampfstoffe wie Lewisit, VX, Sarin, Soman, Tabun, Phosgen, CS-Gas, SNG, BZ-Gas, Botulin, STX, Enterotoxin und Stickstoff-Lost.

## Biologische Waffen
Das Ausmaß der polnischen Biowaffenproduktion ist weitgehend unklar, obwohl nachgewiesenermaßen von Militär und von staatlichen Laboratorien Forschungen an der Entwicklung verschiedener biowaffentauglicher Erreger betrieben wurden. Die militärischen Forschungen konzentrierten sich hierbei v. a. auf Enzephalitis, Influenza-Viren, Gelbfieber, Anthrax, Brucellose, Cholera, Typhus, Bakterienruhr, Pest und Pockenviren in Kooperation mit Laboratorien in der Sowjetunion.